# نانتو، ژونگشان
نانتو، ژونگشان (به لاتین: Nantou) یک شهرک در جمهوری خلق چین است که در ژونگشان واقع شده‌است. نانتو ۳۰٫۰ کیلومتر مربع مساحت و ۱۳۰٬۷۱۲ نفر جمعیت دارد.